# Damion Square
Damion Square (urodzony 6 lutego 1989 roku w Houston w stanie Teksas) – amerykański zawodnik futbolu amerykańskiego, grający na pozycji defensive end. W rozgrywkach akademickich NCAA występował w drużynie Alabama Crimson Tide.
W roku 2013 nie został wybrany w drafcie NFL przez żadną z drużyn. Jako wolny agent, po drafcie podpisał kontrakt z drużyną Philadelphia Eagles, w której występuje do tej pory.